# Liste des seigneurs, comtes et ducs de Châteauroux
Vers 937, le seigneur Raoul, dit le Large, ou le Libéral, délaisse son palais de Déols, en raison de l’insécurité, ou pour doter l’abbaye Notre-Dame de Déols fondée en 917 par son père Ebbes (Ebbo) le Noble (?-935 ; x Hildegarde ; Ebbes s'intitulait prince de Déols dans l'acte de fondation, comme avant lui son propre père, le prince Laune de Déols : ?-après 900 ; sa femme serait une Ramnulfide – Arsende – pour expliquer le prénom de leur fils, Ebbes assimilé à Ebles, qui évoque Ebles Manzer), et il fait bâtir une forteresse sur un coteau de la rive gauche de l’Indre. À partir de 1112, ce château fut nommé « château Raoul », en raison du prénom fréquent chez les seigneurs de Déols, qui se transforma en Châteauroux. À l’abri de cet emplacement fortifié naît une bourgade d’artisans et de commerçants. Les seigneurs de Châteauroux sont puissants : leur « principauté » couvre les deux tiers de l’actuel département de l’Indre ; au XIe siècle, ils ont leur propre monnayage. 

## Barons de Château-Raoul
Les premiers personnages ci-dessous sont donnés de père en fils
- Raoul Ier de Déols, seigneur/prince de Déols et d'Issoudun, dit le Grand ou le Libéral (le Large) (915-952)
- Raoul II de Déols, dit le Chauve (945-1012), x Ada
- Eudes Ier, seigneur de Déols, Châteauroux et Issoudun, dit l'Ancien (980-1038) ; son frère Ebbes (II), sixième fils de Raoul, aurait fondé les seigneurs/princes de Charenton (mais cela est contesté, on donne plutôt aujourd'hui une origine bourguignonne/nivernaise ou bourbonnaise aux premiers Ebe de Charenton) et plus sûrement  les barons de La Châtre.
- Raoul III, seigneur de Déols et Châteauroux, dit le Prudent (1010-1052)
- Raoul IV Thibaut (aussi appelé par erreur Raoul V, ce qui décale la numérotation ultérieure des Raoul de Déols-Châteauroux : Raoul V appelé Raoul VI, et Raoul VI appelé Raoul VII), seigneur de Déols et Châteauroux (1040-1099), x Adda ; son frère Eudes fonde les princes d'Issoudun
- Raoul V, seigneur de Déols, dit le Vieil (1070-1128), x Béatrice (de Châteaumeillant ?)
- Ebbes II, seigneur de Déols et Châteauroux (1113-1160), x Denise d'Amboise fille de Sulpice II
- Raoul VI, seigneur de Déols et Châteauroux (1148-1176), x 1° Adeline fille d'Archambaud III de Sully, et 2° Agnès de Charenton dame de Meillant, fille d'Eb(b)e III ou V de Charenton ;  
  - le frère cadet de Raoul VI, Eudes (II) fonde les sires/barons de Châteaumeillant, de Boussac, de Sainte-Sévère et d'Huriel
    - < d'où Ebbes (III) († v. 1256), père de :
      - Marguerite de Déols, dame de Boussac, x vers 1256 Roger de Brosse, cadet des vicomtes de Brosse : d'où les de Brosse de Boussac, dont leur fils Pierre Ier de Boussac ci-dessous
      - Isabelle de Déols x Hugues II vicomte de Brosse, frère aîné de Roger de Brosse (les deux frères avaient marié les deux sœurs), voir ci-dessous,
      - et Mathilde/Mahaut de Déols, dame de Brion et Châteaumeillant, première femme de Robert IV de Beaumez (Bommiers) sire de Mirebeau[2] (de sa deuxième femme Yolande de Mello, Robert IV aura Thibaut (II) le Jeune, père de Marguerite de Bommiers x Jean V comte de Roucy), d'où :  
        - Marguerite de Bommiers, x 1° Louis Ier de Beaujeu-Montpensier de Montferrand, fils de Guichard (V ou II) de Beaujeu-Montpensier et neveu du connétable Humbert V ; et x 2° 1282 Henri III de Sully, d'où succession des deux mariages : du 1°, Blanche de Beaujeu-Montpensier-Montferrand, qui épouse Philippe Ier de Chauvigny-Levroux ci-dessous ; du 2°, Henri IV de Sully sire de Brion et Châteaumeillant, gouverneur de Navarre, grand-bouteiller de France, lointain ancêtre du roi Henri IV,
        - et Louise de Bommiers x Jean II comte de Sancerre ;
- Denise de Déols et Châteauroux (1173-1207), fille de Raoul VI et d'Agnès de Charenton, épouse 1° Baldwin/Baudouin de Reviers comte de Devon, 2° André Ier de Chauvigny (1150-1202) ; puis x 3° Guillaume Ier de Sancerre (sans postérité ; Meillant passe aux comtes de Sancerre par un autre biais : le comte Louis Ier est issu du 2e mariage de Guillaume Ier de Sancerre avec Marie de Charenton, fille d'Ebbes IV ou VI et nièce d'Agnès de Charenton) ;
- Guillaume Ier de Chauvigny, fils de Denise et André de Chauvigny, seigneur de Châteauroux (1188-1233), x 1° Blanche de Charenton, sans postérité, et 2° x Blanche de Joigny dame de Cézy, fille du comte Guillaume Ier et femme aussi de Pierre Ier de Brosse de Boussac, fils de Roger ;
  - Le frère cadet de Guillaume Ier, André (II) de Chauvigny (vers 1190-ap. 1251), est la souche des barons de Levroux
    - < père de Jean Ier de Chauvigny-Levroux (vers 1218-1270) < lui-même père (ou grand-père) de Philippe Ier (vers 1252-1310) qui épouse vers 1290 son arrière-cousine Blanche de Beaujeu-Montpensier-Montferrand ci-dessus < d'où Blanche de Chauvigny dame de Levroux († vers 1348), femme de Guy II Le Bouteiller de Senlis d'Ermenonville[3] (Blanche doit être la sœur ou une proche parente d'André (III) de Chauvigny-Levroux de St-Chartier († vers 1356), que les sources disent marié à Jeanne de Graçay, femme ensuite d'Arnaud de Cervole)
      - < leur fils Guy III sire d'Ermenonville et de Levroux († entre 1368 et 1384) < sa fille Blanche de Senlis (vers 1350-1390), dame de Levroux, convole en 1365 en 2° noces avec Imbaud du Peschin ci-dessous (puis remariée en 1377 sans postérité à Godefroy de Mongacon), d'où la suite des barons de Levroux ;
- Guillaume II de Chauvigny, fils de Guillaume Ier, seigneur de Châteauroux et Argenton (1224-1270), x Agathe/Agnès de Lusignan-la Marche fille d'Hugues X et de la comtesse-reine Isabelle
- Guillaume III dit Dent de May, fils de Guillaume II, seigneur de Chauvigny et Châteauroux (1250-1322), x 1° Jeanne de Châtillon-St-Pol fille du comte Guy III et de Mathilde de Brabant ; x 2° Jeanne de Vendôme, peut-être fille du comte Jean V
  - une fille de ce second mariage, Marguerite de Chauvigny, épouse vers 1325 Arnaud de La Vie de Villemur
  - une autre fille de ce second mariage, Marie de Chauvigny, dame de Bussières, Vouillon, St-Août, St-Denis-de-Jouhet, Cluis-Dessous en partie, épouse Guyon de Sully seigneur de Beaujeu-en-Berry et d'Ainay (une branche cadette des Sully/Seuly, issue d'Eudes Ier de Sully de Beaujeu, fils cadet de Gilon III sire de Sully)
    - Iseult de Sully, fille de Guillaume de Sully-Beaujeu – fils cadet de Guyon de Sully-Beaujeu et Marie de Chauvigny ci-dessus – épouse Louis du Peschin seigneur de Levroux, avec succession chez les comtes d'Auvergne et de Boulogne par leur fille Jacquette du Peschin femme en 1416 de Bertrand V-Ier d'Auvergne, jusqu'à la reine Catherine de Médicis (1519-1589) comtesse d'Auvergne et dame de Levroux ; Louis du Peschin était fils d'Imbaud du Peschin et de Blanche Le Bouteiller de Senlis d'Ermenonville dame de Levroux ci-dessus ;
- André II ou III de Chauvigny dit le Sourd, baron de Châteauroux (1281-1356), fils de Guillaume III et Jeanne de Châtillon-St-Pol ; x Jeanne héritière des vicomtes de Brosse (branche aînée : Jeanne était la petite-fille du vicomte Hugues II et d'Isabelle de Déols ci-dessus, Hugues II étant le frère aîné de Roger de Brosse de Boussac)
- Guy Ier de Chauvigny, vicomte de Brosse (à Chaillac), baron de Châteauroux (1315-1365), x Blanche de Brosse de Boussac dame de Cézy, fille du baron Louis Ier de Boussac, Huriel et Sainte-Sévère — fils du baron Pierre Ier de Boussac, lui-même fils de Roger de Brosse et Marguerite de Déols-Boussac ci-dessus, et de Blanche/Marguerite de Sancerre, fille de Jean Ier de Sancerre et de Marie de Vierzon qui était dame de Cézy par sa propre mère Blanche de Joigny — et de sa deuxième femme Jeanne de St-Vérain-des-Bois (-en-Puisaye)-La Celle dame de Cézy (Jeanne de St-Vérain[4] pouvait tenir Cézy lès Joigny de son mari Louis de Brosse de Boussac (en douaire), et peut-être avait-elle des droits sur Cessy en Donziois, assez proche de St-Vérain, mais qui semble plutôt relever de son propre prieuré)
- Guy II de Chauvigny, vicomte de Brosse, baron de Châteauroux[Note 1] (1357-1422), x Antoinette de Damas de Couzan/Cousan (St-Georges, Sail) fille de Guy IV Damas
  - Guy II avait pour sœur Marguerite de Cessi/Cézy, femme de Philippe de Linières († 1411)
- Guy III de Chauvigny (1407-1483)[Note 2], vicomte de Brosse et de Dun-le-Pulteau, baron de Châteauroux, seigneur de La Châtre (et La Châtre), d’Argenton, de Cluis et de Saint-Chartier, époux de Catherine fille de Jean de Laval-Montfort ; Guy III avait pour frère et sœurs :  
  - André de Chauvigny seigneur de Revel, x Jacqueline de Beaujeu, fille d'Edouard d'Amplepuis (petit-fils de Guichard VI le Grand et de Jeanne de Châteauvillain-Luzy) et de Jacqueline de Lignières < Catherine de Chauvigny, dame de Revel et de Lignières en partie, x Charles Ier de Chaumont d'Amboise,
  - Blanche de Chauvigny, x Jean II d'Arpajon < Guy II continue les seigneurs d'Arpajon, et sa sœur Suzanne d'Arpajon x Jean d'Harcourt de Bonnétable,
  - et Catherine de Chauvigny, x Antoine de Castelnau-Bretenoux-Caylus < Antoinette de Castelnau x Robert de Balzac d'Entragues
- Antoinette de Chauvigny, dame de Châteauroux et vicomtesse de Brosse (1435-1473), fille de Guy III et Catherine de Laval, épouse Hardouin IX baron de Maillé (~1415-1487), d'où : 
  - Hardouin X de Maillé (1462-1525), x Françoise de La Tour-Landry, d'où postérité : les Maillé de La Tour-Landry,
  - leur autre fils, François seigneur de Maillé, Rochecorbon, vicomte de Tours, qui conserve le titre de vicomte de Brosse, x Marguerite de Rohan-Guéméné fille de Louis II 
    - < Françoise de Maillé x Gilles Ier de Laval sire/baron de Loué, Bressuire, Pontchâteau
      - < René de Laval sire de Bressuire et de Maillé, vicomte de Brosse, † avant son père, sans postérité x 1551 Jeanne de Brosse de Boussac de Penthièvre, fille du comte René qui descendait à la 5e génération de Louis Ier de Boussac vu plus haut,
      - et le frère cadet de René, Gilles II de Laval † vers 1559, x Louise de Ste-Maure dame de Nesle et comtesse de Joigny < d'où la suite de ces seigneuries et de cette branche des vicomtes de Brosse, au moins jusqu'à Jean de Laval (1542-1578, fils de Gilles II) et son fils Guy III (1565-1590) ;

  - et leur fille Françoise de Maillé, x Jean V d'Aumont, d'où la suite des seigneurs de Châteauroux : voir ci-dessous ;
- le frère d'Antoinette, François de Chauvigny (vers 1430-1491, fils de Guy III), s'intitule aussi vicomte de Brosse, x Jeanne de Montmorency-Laval dame de Rais, de Machecoul et de La Suze, fille de René de Laval de Rais et nièce du maréchal Gilles, d'où : 
  - < André III ou IV de Chauvigny, dernier vicomte héréditaire de Brosse de sa branche, † 1502/1503 sans postérité de Louise de Bourbon-Montpensier fille de Gilbert, sœur du connétable, remariée à Louis de Bourbon prince de La Roche-sur-Yon à qui elle transmet Brosse et Argenton (voir à cet article la succession dans les Bourbon-Montpensier puis les Orléans).
  - Au XVIIIe siècle, la vicomté de Brosse est cédée à Louis-Antoine de La Roche marquis de Rambures et de Fontenilles, comte de Courtenay (1696 - 1755), x Elisabeth-Marguerite de St-Georges de Vérac ; puis à de Fougière (fl. en 1768, dernier vicomte de Brosse).

Le 16 juillet 1497 Charles VIII érige la seigneurie de Château-Raoul en comté, en faveur de Jean V d'Aumont époux de Françoise de Maillé, sœur d'Hardouin X et de François vicomte de Brosse, fille d'Hardouin IX et d'Antoinette de Chauvigny-Châteauroux ci-dessus

## Comtes de Château-Raoul
- Jean V d'Aumont, † 1521, comte de Châteauroux
- Pierre III ou IV d'Aumont, x Françoise de Sully
- Jean VI d'Aumont, (avant 1530-1595), comte de Châteauroux, maréchal de France (1522-1595), fils de Pierre III d'Aumont et petit-fils de Jean V, x Antoinette Chabot fille de Philippe Chabot
- Jacques II d'Aumont, x Charlotte-Catherine de Villequier fille de René
- Antoine d'Aumont de Rochebaron (1601-1669), 1er duc d'Aumont, comte de Châteauroux, marquis de Nolay, maréchal de France (1601-1669), vend le 12 septembre 1612, la moitié du domaine de Châteauroux à Henri II de Bourbon-Condé, cousin issu de germain du roi Louis XIII et descendant des Déols-Châteauroux par sa mère Charlotte de La Trémoille (les La Trémoille comptent dans leurs ancêtres les Sully, notamment Henri IV de Sully rencontré plus haut)

## Ducs de Châteauroux
- Henri II de Bourbon-Condé (1588-1646), duché-pairie enregistré en 1616
- Louis II de Bourbon-Condé (1621-1686), le Grand Condé
- Henri Jules de Bourbon-Condé (1643-1709)
- Louis III de Bourbon-Condé (1668-1710), x Mlle de Nantes fille de Louis XIV
- Louis IV Henri de Bourbon-Condé (1692-1740), cousin germain du dauphin Louis père de Louis XV
- Louis XV (1710-1774) descendait de multiples fois des anciens Châteauroux : par Marguerite de Bommiers ci-dessus, femme d'Henri III de Sully  deux ancêtres des Albret et donc de Jeanne d'Albret, la mère du roi Henri IV, ancêtre de Louis XV ; également par sa mère Adélaïde de Savoie : car elle était la petite-fille du frère de Louis XIV, Philippe d'Orléans, petit-fils d'Henri IV ; car son ancêtre Christine, duchesse de Savoie, était la fille d'Henri IV ; car elle était issue des ducs de Savoie et donc de Philippe Monsieur x Claudine de Brosse de Boussac de Penthièvre ; issue aussi des Savoie-Nemours et donc de César de Vendôme fils d'Henri IV x Françoise de Lorraine-Mercœur-Penthièvre, venue également des Brosse de Boussac de Penthièvre vus plus haut, et donc des anciens Déols-Châteauroux ci-dessus ; issue encore de Catherine de Médicis évoquée plus haut, par son ancêtre Catherine-Michelle duchesse de Savoie, petite-fille de la reine Catherine. En 1737 Louis XV achète le duché et en fait don le 20 octobre 1743 à Marie-Anne de Mailly-Nesle (Marquise de La Tournelle, sa maîtresse ; elle descendait des Laval-Loué-Nesle-Joigny ci-dessus, et donc des Chauvigny et des anciens Châteauroux, princes de Déols)
- Marie-Anne de Mailly-Nesle (1717-1744), marquise de La Tournelle, duchesse de Châteauroux
- Charles X, le comte d'Artois (1757-1836), petit-fils de Louis XV, duc de Châteauroux en 1773.

## Sources
- Dictionnaire de la noblesse, contenant les généalogies, l'histoire... : Volume 5 - François-Alexandre Aubert de La Chesnaye-Desbois, Badier - 1864 -